# Oczko wodne

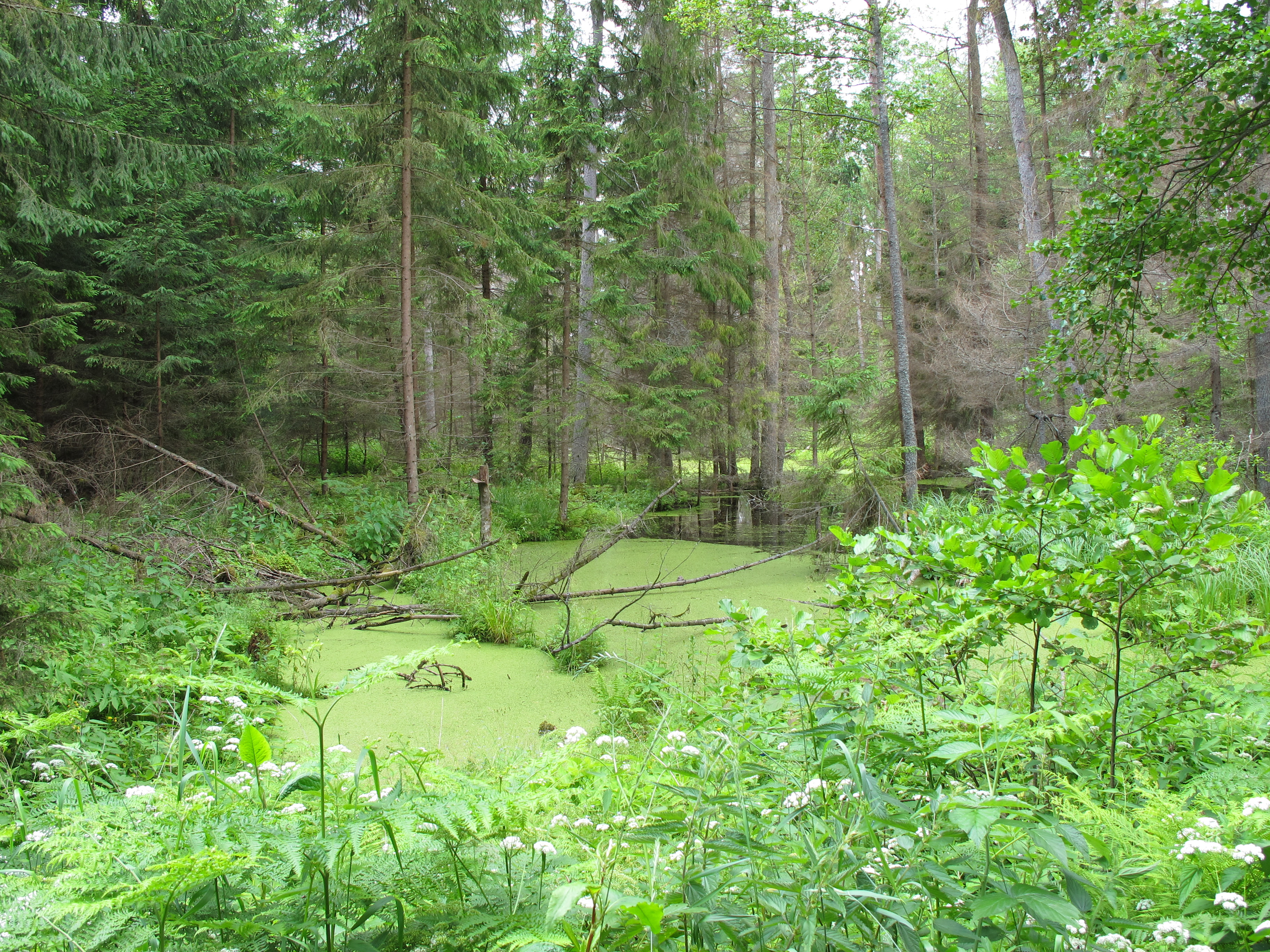
Pokryty glonami mały zbiornik wodny w Puszczy Knyszyńskiej

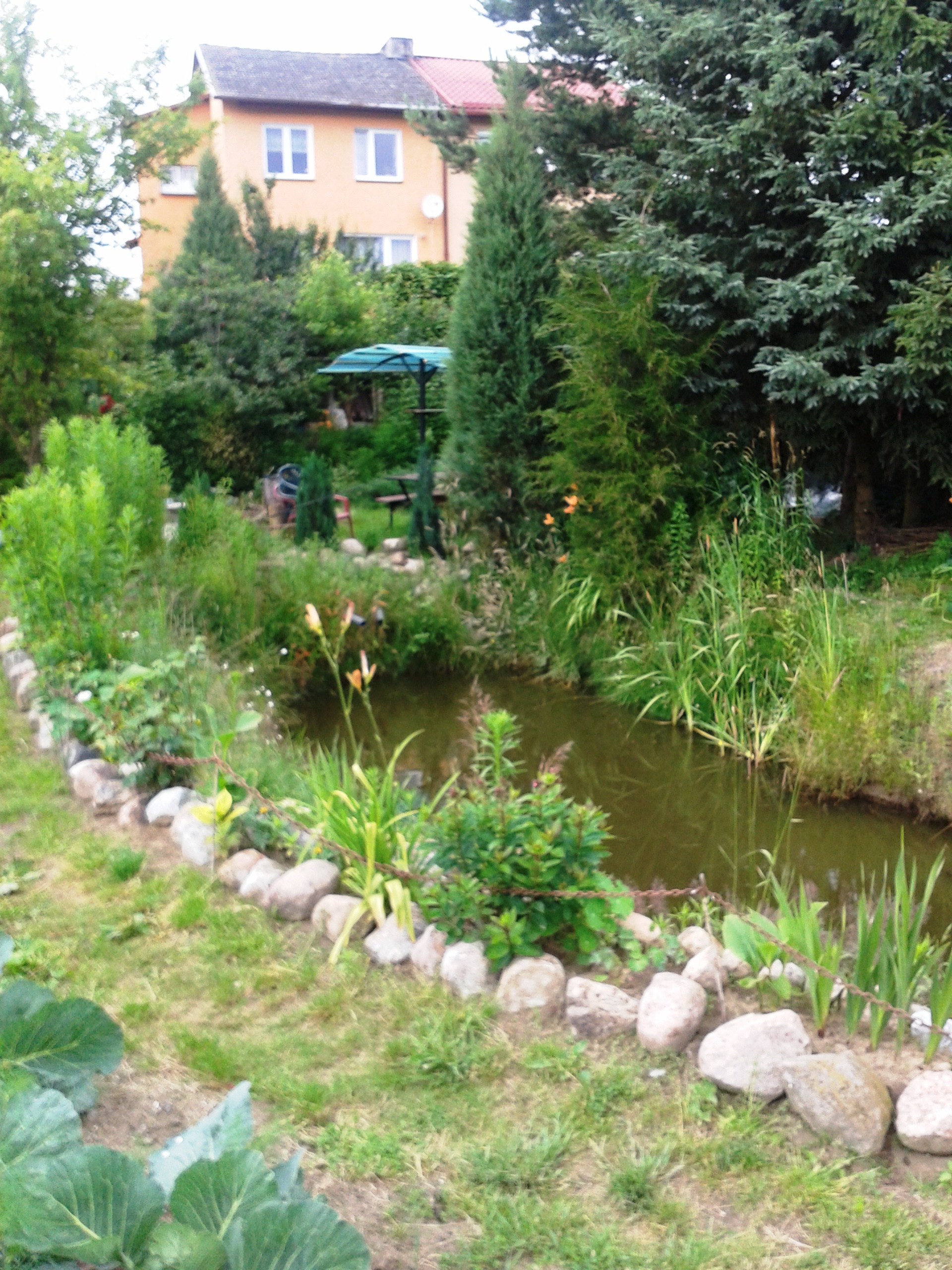
Niefoliowane (naturalne z wodą gruntową) ogrodowe oczko wodne z doprowadzoną 2 rurami deszczówką z dachów

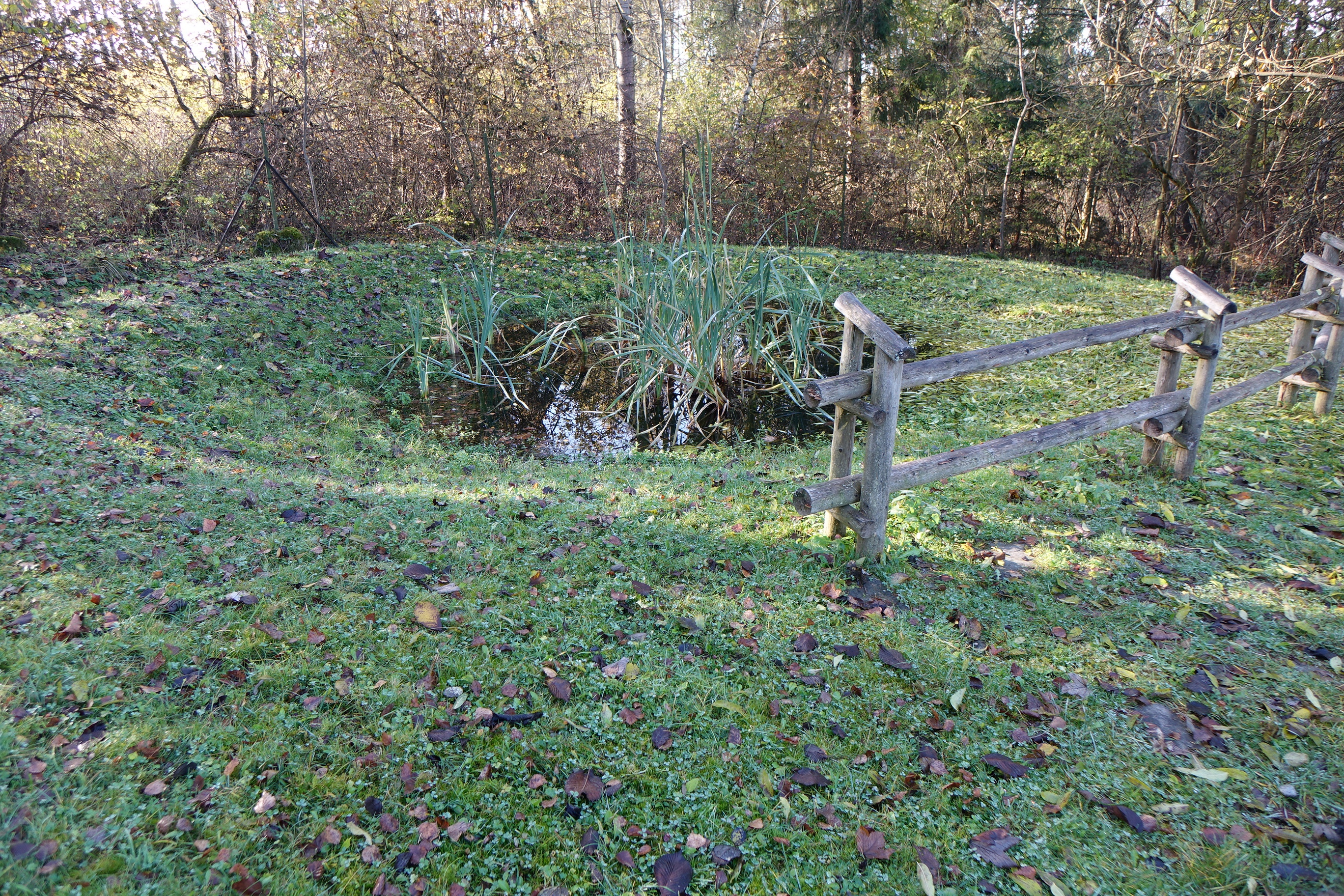
Sztuczne oczko wodne umożliwiające rozmnażanie płazów w parku narodowym

Oczko wodne – naturalny lub sztuczny mały zbiornik wodny, odgrywający w środowisku naturalnym i w agrocenozach ważną rolę ekotonu (zob. też zadrzewienia śródpolne, remiza), w ogrodach pełniący głównie funkcję ozdobną (zob. staw ogrodowy).

## Warunki prawne
Według ustawy o ochronie gruntów rolnych i leśnych z 3 lutego 1995 roku oczkami wodnymi są naturalne śródpolne i śródleśne zbiorniki wodne o powierzchni do 1 ha, niepodlegające klasyfikacji gleboznawczej.
Ustawa z dnia 7 lipca 1994 r. Prawo budowlane zezwala na budowę bez zezwolenia i bez zgłoszenia oczka wodnego o powierzchni do 50 m². Większe oczka wymagają uzyskania pozwolenia na budowę w odpowiednim organie.

## Budowa oczek wodnych
Do budowy ogrodowych oczek wodnych wykorzystuje się:
- zbiorniki naturalne[5]
- zbiorniki z wykorzystaniem folii, geowłókniny[6] i wykładzin (PE, PVC, EPDM, Butyl), papy, iłu lub gliny[7]
- zbiorniki gotowe plastikowe lub ręcznie laminowane[8]
- zbiorniki betonowe z kręgów lub wylewane[9]
- zbiorniki z bentonitu[10]
- zbiorniki murowane